# Bandweberei

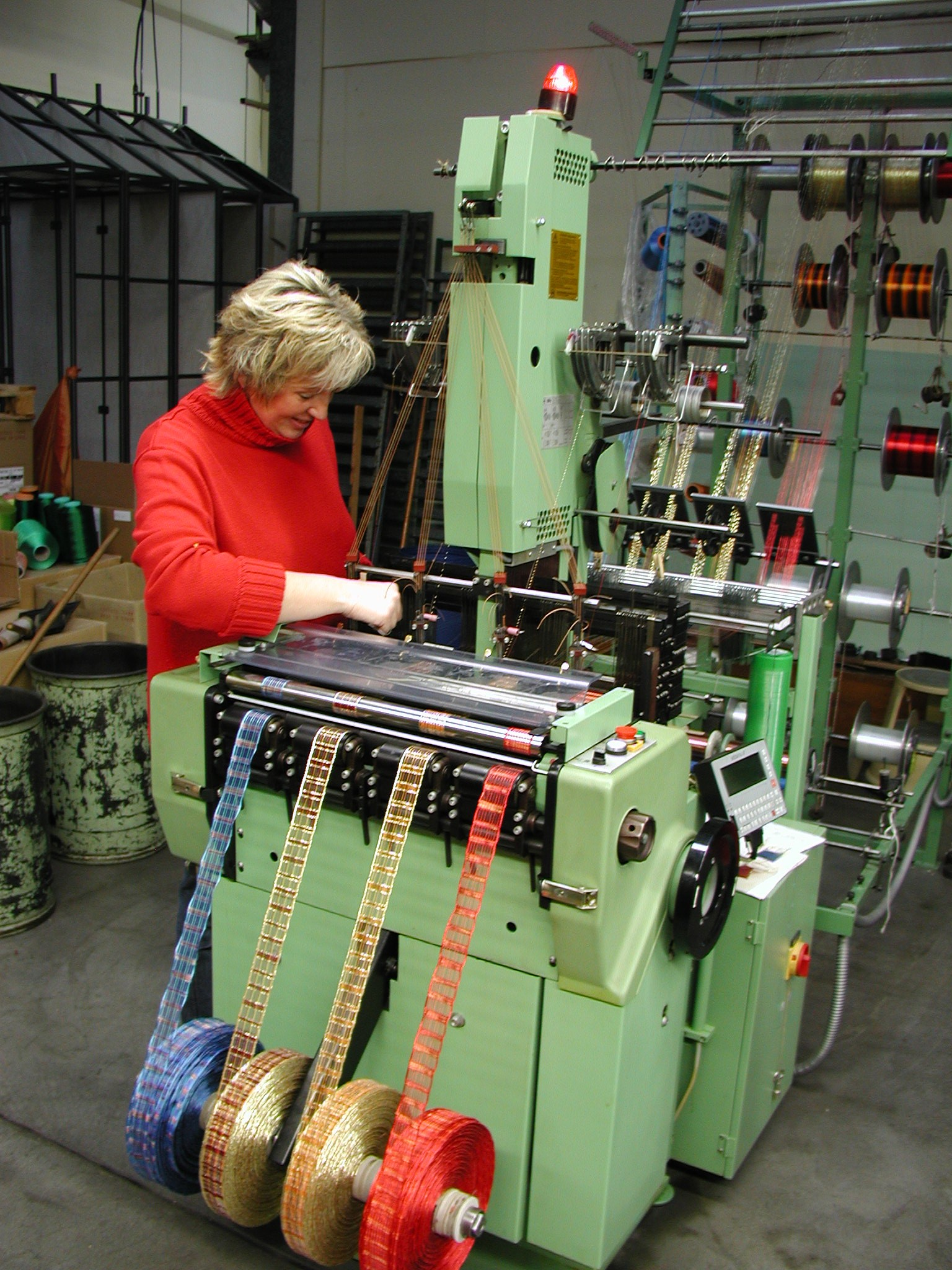
Bandweberin an einer Nadelwebmaschine

Bandweberei ist ein Fabrikationszweig der Textilindustrie, in dem mit Hilfe von Bandwebmaschinen glatte und gemusterte Schmalgewebe aller Art, als Bänder und Gurte mit beidseitig festen Webkanten in Breiten von 5 bis 400 mm, hergestellt werden.
In der Bandweberei unterscheidet man wie in der Breitweberei zwischen Webmaschinen mit Schäften (siehe Webmaschine#Aufbau und Funktionsweise einer einfachen Webmaschine) und solchen mit Jacquard-Vorrichtungen zum Heben und Senken der Kettfäden. Mit den ersteren werden einfachere Bindungen wie Leinwandbindung, Köperbindung oder Atlasbindung erzeugt, mit der jacquardgesteuerten Einzelfadenbewegung komplizierte Musterungen. Für Hohl-, Doppel- und Mehrfachgewebe oder für gummielastische Bänder werden besondere Bindungen angewendet, die Spezialeinrichtungen erfordern. Beim Schussfadeneintrag haben die Nadelbandwebmaschinen fast gänzlich die Schützenbandwebmaschinen abgelöst.
Textile Bänder werden für unterschiedliche technische Zwecke eingesetzt, in der Bekleidungsindustrie gebraucht, bei Etiketten für Pflegehinweise oder zur Markenkennzeichnung verwendet sowie als Zier in vielfältiger Weise genutzt.
In manchen Regionen wird noch der Ausdruck Bandwirkerei synonym zu Bandweberei verwendet. Das Herstellen oder Wirken von Bändern war früher eine handwerkliche Aufgabe von (spezialisierten) Webern. Heute werden maschinell erzeugte textile Stoffe nach den Fadensystemen unterschieden in Webwaren und Maschenwaren, letztere nach ihrer Maschenbildung in Strickware und Kulierwirkware sowie Kettenwirkware. Dem steht die manuelle Bildwirkerei als Kunsthandwerk gegenüber.

## Geschichte

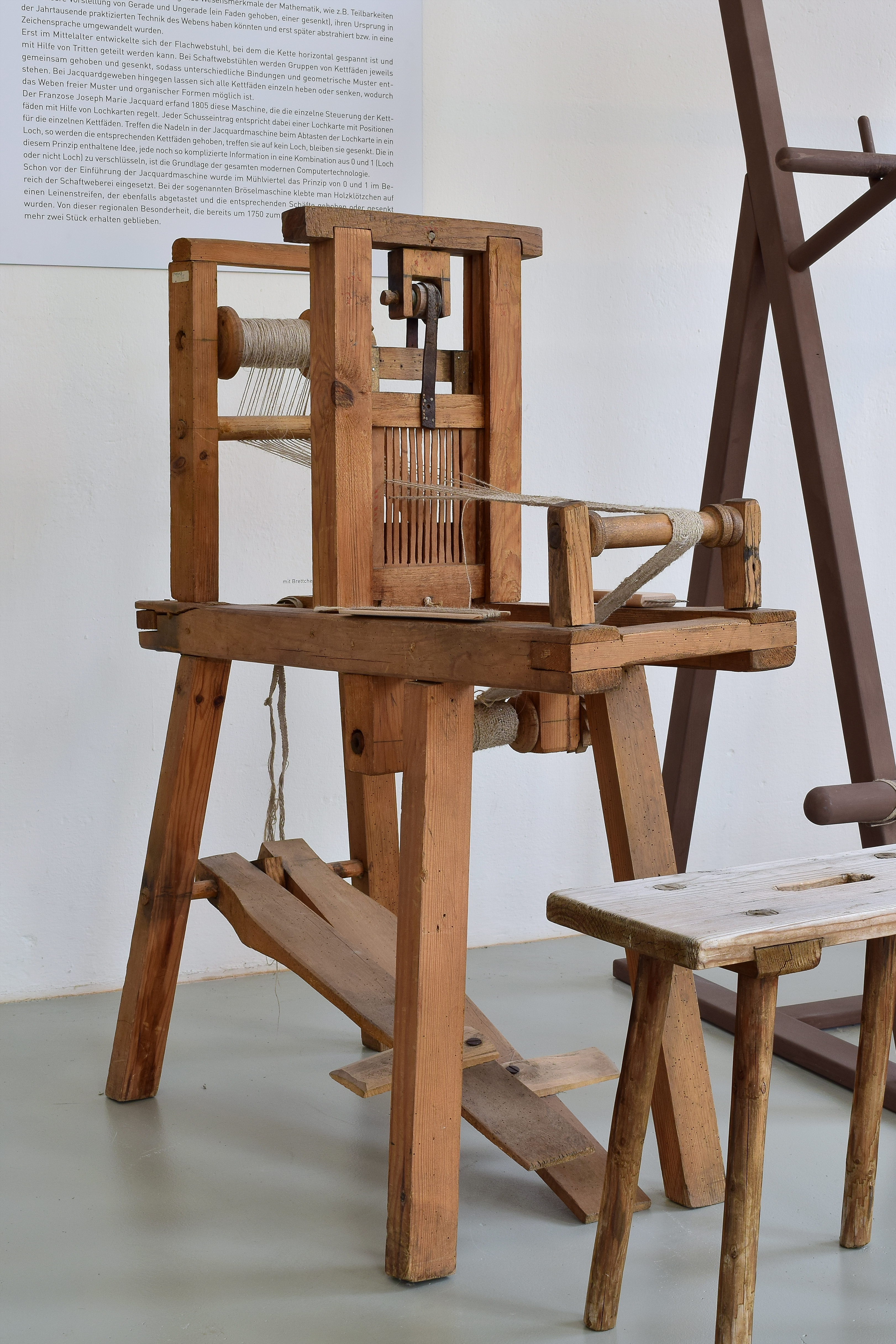
Bandwebstuhl mit Loch-Schlitz-Blatt (Bandwebkamm) im Textilen Zentrum Haslach

Bandwebkämme mit Schlitzen und Löchern

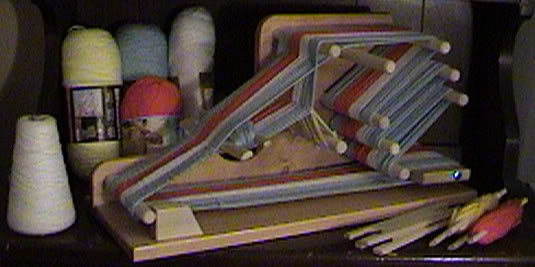
Modernes Hand-Bandwebgerät mit Schnurhalblitzen

Für das Bandweben alternativ zum Brettchenweben wurde bereits um 3000 bis 2000 v. Chr. ein Bandwirkrahmen mit zwei Walzenpaaren (Kett- und Warenbaum) und Spannvorrichtungen der Kettfäden, zwischen denen der Schussfaden von Hand oder mittels Nadel eingetragen und mit einem Kamm angeschlagen wurde, benutzt. Aus diesem Wirkrahmen wurde später der Posamentierstuhl mit kleinen Schäften, Tritten, Webriet und Wurfschützen entwickelt.
Nachweise einer umfangreichen Bandweberei in Deutschland gibt es bereits aus dem 13. Jahrhundert aus Krefeld. Zum selbständigen Gewerbe wurde sie aber erst am Anfang des 17. Jahrhunderts. Traditionell ansässig war sie vor allem auch im Wuppertaler Stadtteil Ronsdorf. im Remscheider Stadtteil Lüttringhausen und im übrigen Bergischen Land (wo man in der Regel von Bandwirkerei sprach) sowie in Sachsen, wo in der Westlausitz mit den Hauptorten Großröhrsdorf, Pulsnitz, Ohorn und Oberlichtenau über 300 Jahre lang bis zum Anfang des 20. Jahrhunderts die Erlöse aus der Band- und Gurtweberei für nahezu 70 % der erwerbsfähigen Bevölkerung die Haupteinnahmequelle waren.
Als die Industrialisierung einsetzte, erzeugten Bandweber – meist in Heimarbeit – Bänder aus Leinen, Baumwolle, Seide und anderen Materialien auf einfachen eingängigen Handwebstühlen. In 16 Stunden stellte ein Hausbandweber – der seine Werkstatt oft in einem „Shed“ genannten Anbau des Hauses oder auf dem Dachboden hatte – etwa 15 Meter Band her. In der zweiten Hälfte des 17. Jahrhunderts konnten auf den weiter verbesserten Bandwebstühlen, Bandmühlen genannt, gleichzeitig mehrere Bänder und so täglich 400 bis 600 m Band gewebt werden. Das 19. Jahrhundert brachte einen starken Anstieg der Bandweberei; beispielsweise wurden 1754 in Basel 1225 Bandstühle gezählt, 1860 waren es dort schon 7250.
Auch zur Zeit der Bandmühlen hat das häusliche Bandweben weiter bestanden. Gewebt wurde auf Bandwebkämmen, die reich verziert aus Holz geschnitzt waren und häufig als Brautgeschenk übergeben wurden. Aus Hinterpommern stammt der jüngste datierte Bandwebkamm (1892, Jamund), das jüngste museal verwahrte Band entstand 1912 (Museum Europäischer Kulturen, Berlin). Noch 1935 wurde in Jamund eine ältere Dame beim Weben von Schürzenbändern fotografiert.
Heute werden Bänder auf automatisch laufenden Bandwebmaschinen fabriziert, auf denen bis zu 80 Bänder nebeneinander gewebt werden können.

## Bandwebmaschinen
Nachdem in den 1950er-Jahren die ersten Bandwebmaschinen, bei denen der Schussfaden mit einer Nadel in das Webfach eingetragen wurde, auf dem Markt erschienen, löste die Nadeltechnik zwischen 1960 und 1980 wegen der enormen Produktionssteigerung die Schiffchen-Bandwebtechnik (Schützen-Bandwebtechnik) nahezu komplett ab. Sie wird nur noch aus bindungstechnischen Gründen für wenige Artikel eingesetzt.

### Nadelwebmaschinen
Herkömmliche Nadelwebmaschinen für verschiedene Zwecke sind zur Herstellung von bis zu 40 cm breiten Bändern ausgelegt. Die Maschinen werden je nach Breite des gewebten Bandes mit 2 bis etwa 14 Webbahnen gebaut. Die Kettfäden werden entweder vom geschärten Kettbaum oder vom Spulengatter den einzelnen Webbahnen zugeführt. Der Schusseintrag erfolgt von einer Seite des Webfaches mit Hilfe einer Lochnadel und mit einer Geschwindigkeit bis zu 1500 Schuss/min. Wirknadeln an beiden Seiten der Webbahn bilden Maschen, die sie miteinander oder mit einem zusätzlichen Schussfaden verbinden und somit die Gewebekanten verfestigen. So entsteht eine „echte“, also keine abgeschnittene Webkante.
Die Maschinen können mit einer Jacquardeinrichtung für komplexe Muster mit bis zu mehreren Dutzend Farben oder für Bänder mit wechselnder Breite mit zwei Websystemen hintereinander ausgestattet sein.
Spezialmaschinen werden zur Fertigung elastischer Bänder, Sicherheitsgurten, von Gardinenband, Saumband und anderen verwendet.

### Schützenbandwebmaschinen

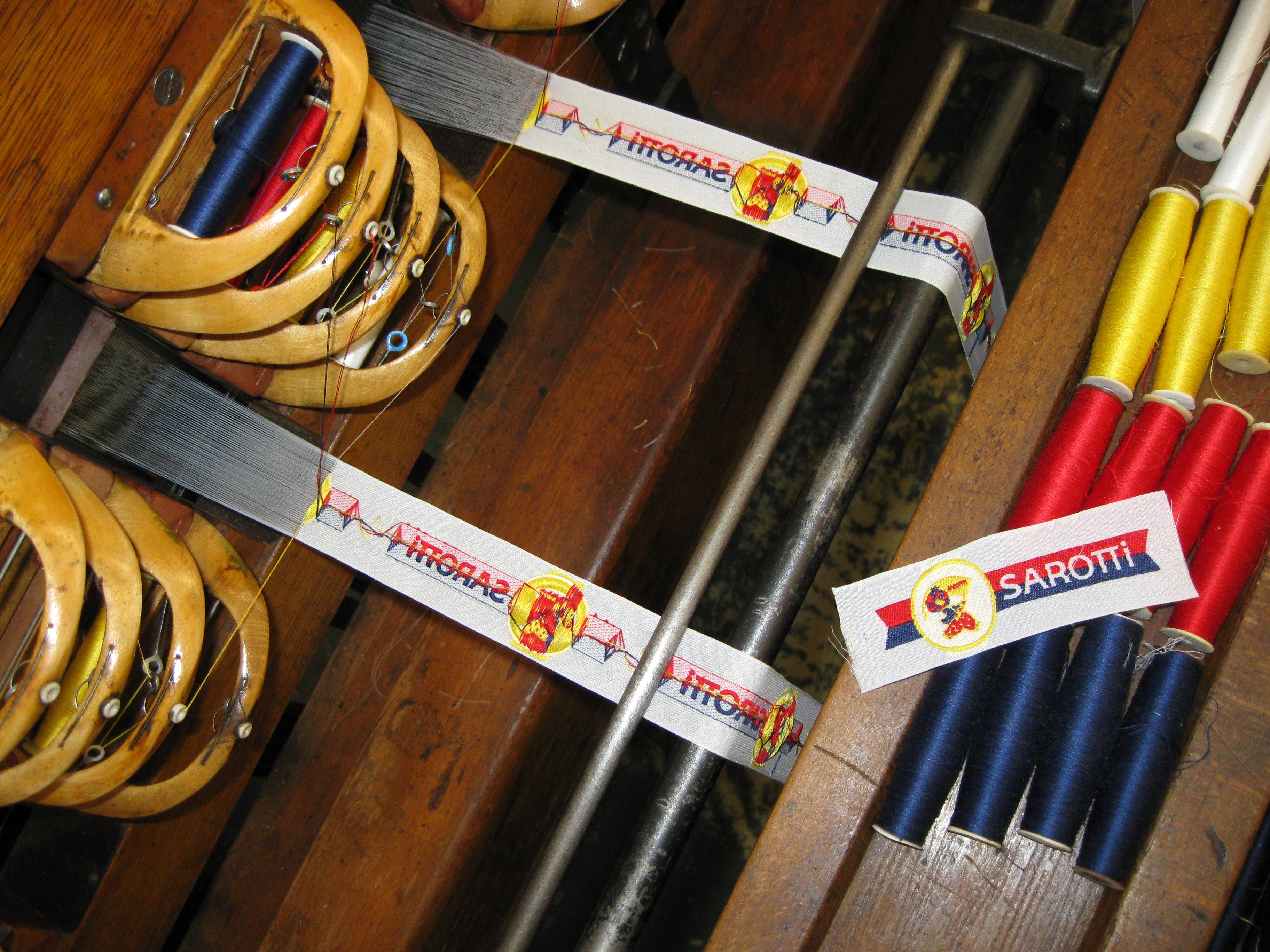
Lochkartengesteuerte Schützen-Bandwebmaschine mit 4 Schusssystemen übereinander, die bis etwa 1995 eingesetzt wurde, im Bocholter Textilmuseum, mit Etikett für Sarotti

Dieser Maschinentyp ermöglicht die effiziente Herstellung von besonders dichten Geweben oder auch für Schläuche mit röhrenförmigen Verzweigungen, wie sie für Blutfilter oder Benzinfilter benötigt werden. Schützenwebstühle können zurzeit maximal 300 Schuss/min bei einer max. Bandbreite von 85 mm arbeiten. Die Kanten von flachen Bändern müssen in der Regel mit einer speziellen Gewebebindung verfestigt werden (Hohlbindung).
Im Gegensatz von Breitwebstühlen verlassen die Schützen (auch Schiffchen) bezeichnet nie die Führung, das bedeutet, dass sie immer entweder rechts oder links vom Band geführt werden.
Für spezielle Bindungen können bis zu vier Schützen übereinander angeordnet sein, die dann von der Steuerung der Kette abhängig mehrere Bänder mit Einfachgewebe übereinander oder auch Verbundgewebe, wie beispielsweise Gardinenbänder die einen Y-förmigen Querschnitt haben, oder auch Knopflochbänder, wo ein oberes und ein unteres Band jeweils nur an bestimmten Stellen miteinander verbunden ist.

### Breite Webmaschinen
Greifer- oder Luftdüsenwebmaschinen verwendet man beispielsweise für die Herstellung von Etiketten. Diese fertigen zuerst eine breite Gewebebahn. Das fertige Gewebe wird anschließend an der Webmaschine mit einer mechanischen oder thermischen Schneidvorrichtung zu Bändern mit einer Breite ab 6 mm geschnitten.